# 埃斯科尔潘
埃斯科尔潘（法語：Escorpain）是法国厄尔-卢瓦尔省的一个市镇，属于德勒区（Dreux）布雷佐莱县（Brezolles）。该市镇总面积9.42平方公里，2009年时的人口为263人。

## 人口
埃斯科尔潘人口变化图示